# Synallaxis cinerea
A Synallaxis cinerea a madarak (Aves) osztályának verébalakúak (Passeriformes) rendjébe és a fazekasmadár-félék (Tyrannidae) családjába tartozó faj.

## Rendszerezése
A fajt Maximilian zu Wied-Neuwied német herceg, felfedező és természettudós írta le 1831-ben.

## Előfordulása
Dél-Amerikában az Amazonas-medencében, Bolívia, Brazília, Ecuador, Francia Guyana, Kolumbia és Peru területén honos. A természetes élőhelye a szubtrópusi vagy trópusi nedves cserjések, folyók és patakok környéke. Állandó, nem vonuló faj.

## Megjelenése
Testhossza 15-16 centiméter, testtömege 18-22 gramm.

## Életmódja
Ízeltlábúakkal táplálkozik.

## Természetvédelmi helyzete
Az elterjedési területe nagy, egyedszáma pedig stabil. A Természetvédelmi Világszövetség Vörös listáján nem fenyegetett fajként szerepel.